# Vbac
VBAC (Vaginal Birth After Cesarean) – poród drogami natury po uprzednim cięciu cesarskim. 

## Próba porodu
Według ACOG (American Congress of Obstetricians and Gynecologists) VBAC jest wskazany, gdy: 
- nie ma wskazań do cięcia cesarskiego
- pacjentka zgadza się na ten sposób ukończenia ciąży
- poprzednio przeprowadzone cięcie było przeporwadzone metodą Cohena (nacięciem poprzecznym)
- masa płodu nie przekracza 4000 g
- podczas badania USG blizna w dolnym odcinku macicy oceniana jest na powyżej 3,5 mm[2]